# Chandica quadripennis
Chandica quadripennis là một loài bướm đêm thuộc họ Nolidae. Nó được tìm thấy ở Himalaya, bán đảo Mã Lai, Sumatra và Borneo.